# Libnotes regalis
Libnotes regalis är en tvåvingeart som beskrevs av Edwards 1916. Libnotes regalis ingår i släktet Libnotes och familjen småharkrankar.
Artens utbredningsområde är Taiwan. Inga underarter finns listade i Catalogue of Life.